# Equus fraternus
Equus fraternus és una espècie extinta de mamífer perissodàctil de la família dels èquids que visqué a Nord-amèrica entre el Plistocè mitjà i el Plistocè superior, fa entre 10.000 anys i 1,8 milions d'anys. Se n'han trobat restes fòssils a Alberta (Canadà) i Carolina del Sud, Florida, Illinois, Louisiana, Mississipi, Nebraska, Pennsilvània, Texas i Virgínia (Estats Units). La seva taxonomia és extremament confusa.